# امید برای زنی مثل من چیز خطرناکیه – اما من دارمش
«امید برای زنی مثل من چیز خطرناکیه – اما من دارمش» (به انگلیسی: Hope Is a Dangerous Thing for a Woman Like Me to Have – but I Have It) ترانه‌ای از خواننده آمریکایی، لانا دل ری است. این قطعه به عنوان سومین تک‌آهنگ برای تبلیغ ششمین آلبوم استودیویی‌اش نورمن فاکینگ راک‌ول!، در ۹ ژانویه ۲۰۱۹ از طریق پالیدور رکوردز منتشر گردید. این اثر یک دنباله تک‌آهنگ‌های «مجتمع آپارتمانی مارینرز» و «ونیز بچ» است.

## زمینه
در اوایل ژانویه ۲۰۱۹، دل ری پیش نمایش ترانه را در اینستاگرام منتشر کرد و در بیانیه ای گفت که این یک «قطعه‌ای برای طرفداران» است. این قطعه در ابتدا به افتخار شاعر آمریکایی «سیلویا پلات» که دل ری در ترانه از یاد می‌کند، نامگذاری شده بود.